# غرس تعلالين
كَرس تعلالين هي وحدة ترابية أمازيغية مغربية وجماعة قروية وسط غربي المغرب. تنتمي غرس تعلالين لإقليم ميدلت بجهة درعة تافيلالت. تضم هذه الجماعة القروية 11.931 نسمة (إحصاء 2004).